# Everard Scheidius
Everard Scheid ou Scheidius (24 décembre 1742-27 avril 1794) est un théologien, philologue et orientaliste néerlandais.

## Biographie
Né à Arnheim, il étudie à l'université de Groningue puis à celle de Leyde, où il devient docteur en théologie en 1765. Il est nommé professeur de langues orientales en 1766 à l'université de Harderwijk. En 1769, il devient recteur de cette université, et est nommé a même année professeur d'exégèse pour l'Ancien Testament, chaire étendue au Nouveau Testament en 1780. Il remplace en 1776 Herman Tollius à la chaire de langue grecque, avant que Cornelis Willem de Rhoer ne soit titularisé.
En 1793, il passe à l'université de Leyde, mais il meurt peu après.

## Œuvres
- Ad quaedam V.T. loca. Gron. 1764. 4o., ook in Sylloge Dissertationum sub Praeside A. Schultensii, J.J. Schultensii et N.G. Schroederi defens, Leyde, 1772, 1775.
- Ad Canticum Hiskiae, Leyde, 1765
- Oratio de abusu Dialectorum Orientalium in solida Codicis Hebraei interpretatione non committendo, Harderwijk, 1766
- Oratio de fontibus literaturae Arabicae apertis in usum disciplinarum latius multo recludendis, Harderwijk, 1767
- Abu Becri Muhammedis Ibn Hoseini Ibn Doreidi Azdaansi Poëmation, Harderwijk, 1768
- Dissertatio Theologico-Exegetica ad Canticum Hiskiae, Jesaiae XXXVIII. 9–20. Accesserunt Specimen Observationum ad quaedam loca V.T. et tres orationes Academicae Lugdun, Leyde, 1769
- Zie Nova Act. erud. 1770. Decembri p. 529-542. Theses philol. ad Cod. S.V.T.,  Harderwijk, 1765–1768.
- Schediasmata phillol. ad linguae Hebr. sacraque cod. V.T. promovenda studia, Harderwijk, 1771.
- Abu Nasri Ismaelis Ebn Hammad Al Giaubari Tarabiensis purioris sermonis Arabici Thesaurus, sive Lexicon Arabicum Particula I.e Codicibus Msc. summa fide editum, et versione latina instructum, Harderwijk, 1774–76
- Observationis Etymologicae Linguae Hebraeae stirpes quibus primaevae strictim explicantur, Harderwijk, 1772
- Selecta ex Sententiis Proverbiisque Arab. ab Erpenio olim editis, Leyde, 1779
- Primae lineae institutionis Arabicae, Leyde, 1779
- Specimen Hermeneuticum exhibens Libri Geneseos Cap. IV. 1–12 ad fidem Codicum Msctorum versionumque antiquarum emendavit, Harderwijk, 1783
- Jo Christophori Struchtmeyeri Rudimenta linguae Graecae maximam partem excerpta ex Joannis Verweyi nova via docendi graeca, ad Systema Analogiae a Tiberio Hemsterhusio primum inventae, ab eruditissimis vero summi huius viri discipulis latius deinceps explicatae effinxit et passim emendavit Ever. Scheidius. Accessit etiam Everardi Lubini Clavis Linguae Graecae, Zutphen, 1784
- Ebn Doreidi Katsyda, sive Idyllium Arabicum, Arabice et Latine, cum Scholiis, Harderwijk, 1786
- Specimina Hermeneut. exhibentia Genes. I-V:12; idem Jes. I. et II.,  Harderwijk, 1780–1783
- Opusculorum de ratione studii, 1786-1792
- L.C. Valckenaerii Observationes Academicae, quibus via munitur ad Origines graecas investigandas, Lexicorumque defectus resarciendos: et Jo. Daniel a Lennep Praelectiones Academicae de Analogia Linguae Graecae, sive rationum Analogicarum Linguae Graecae Expositio, ad exempla Mss. recensuit, suasque animadversionibus adjecit Everard Scheidius, 1790
- Jo. Daniel. a Lennep Etymologicum Linguae Graecae, sive Observationes ad singulas verborum nominumque stirpes secundum ordinem Lexici compilati olim a Joanne Scapula, 1790
- De ratione studii commentationes Joachimi Fortii Ringelbergii, Desid. Erasmi, M.A. Mureti, G.J. Vossii, C. Barlaei etc. cum Dav. Ruhnkenii Elogio Tib. Hemsterhusii,  Harderwijk, 1786–1792
- Franc. Sanctii Brocensis Minerva, seu de causis Linguae Latinae Commentarius post G. Scioppium et Jac. Perizonium perpetuis uberrimisque Animadversionibus ab Ever. Scheidio illustratus, 1795
- Oratio de eo, quod Schultensii post immortalia erga literas orientales merita, posteris agenda reliquerint, Leyde, 1794
- Het boek Genesis met de gewone Ned. vertaling - met bijgevoegde aanteekeningen opgehelderd, Haarlem, 1787, 1780.
- W. Green, Dichtstukken van het O.T. met aanteekeningen, Utrecht, 1787.
- Zijn Hebreeuwsch woordenboek tot het laatste gedeelte der letter נ door hem bewerkt, is door J.J. Groenewoud uitgegeven, onder den titel: Lexicon Hebr. et Chald. manuale in Cod. s.V.T., 1805, 1810